# Branko Reisman
Branko Reisman je slovenski pravnik, sodnik, volilni funkcionar in lovski funkcionar, * 21. julij 1958.
Od leta 2002 je podpredsednik Višjega sodišča v Mariboru in ima naziv višji sodnik svetnik.
Reisman je postal sodnik v času Jugoslavije. Leta 1992 je bil razrešen dolžnosti sodnika Temeljnega sodišča v Mariboru  in izvoljen za sodnika Višjega sodišča v Mariboru.  Reisman je znan kot sodnik, ki je bil predsednik senata, ki je leta 2006 oprostil Milico Makoter, obtoženo umora svojega moža. Leta 2009 je bil podpisnik prvega predloga za predhodno odločbo glede razlage evropskega prava, ki ga je na Sodišče Evropskih skupnosti v Luksemburgu naslovilo slovensko sodišče.